# Baekduia alba
Baekduia alba es una especie de  bacteria grampositiva del género Baekduia. Fue descrita en el año 2023. Su etimología hace referencia a blanca. Es aerobia e inmóvil. Tiene un tamaño de 0,4-0,7 μm de ancho por 1,5-3 μm de largo. Catalasa y oxidasa positivas. Forma colonias blancas, pequeñas, redondas, planas y con márgenes enteros. Temperatura de crecimiento entre 10-36 °C, óptima de 22-30 °C. Tiene un contenido de G+C de 72,9%. Se ha aislado de suelo de campo en Thuringia, Alemania. 